# Jimmy Dorsey
Jimmy Dorsey (Shenandoah, Pensilvania, 29 de febrero de 1904 – Nueva York, 12 de junio de 1957) fue un destacado líder de big band, compositor, clarinetista, saxofonista y trompetista de nacionalidad estadounidense, conocido por componer los temas I'm Glad There is You (In This World of Ordinary People) y It's the Dreamer in Me.

## Biografía
Su nombre completo era James Francis Dorsey, siendo también conocido como "JD", y nació en Shenandoah, Pensilvania. Era hijo de un profesor de música y hermano mayor de Tommy Dorsey, que también fue un destacado músico. De joven tocaba la trompeta y ya actuaba en el vodevil en 1913. En 1915 pasó a tocar saxofón alto, aprendiendo posteriormente el clarinete. Jimmy Dorsey tocaba un clarinete dotado de un sistema de llaves Albert, en contra del habitual sistema Boehm utilizado por la mayoría de sus contemporáneos, entre ellos Benny Goodman y Artie Shaw.
Con su hermano Tommy al trombón, formó los Dorsey’s Novelty Six, una de las primeras bandas de jazz que tocaron para la radio. En 1924 entró a formar parte de los California Ramblers (con base en Nueva York). En la década de 1920 trabajó para la radio y para los estudios de grabación como artista independiente. Los hermanos actuaron también como músicos de sesión en muchas grabaciones de jazz, y en 1930 Dorsey entró en la banda de Ted Lewis haciendo una gira con la formación por Europa. 
Tras volver a los Estados Unidos trabajó brevemente con Rudy Vallee y otros líderes de banda, además de con la Orquesta Dorsey Brothers, junto a Tommy. 
En sus primeros años como músico, Jimmy Dorsey actuó con variados grupos y artistas, entre ellos los Scranton Sirens, The California Ramblers, Red Nichols, Jean Goldkette, Ben Pollack, Fred Rich y Paul Whiteman.  
El primer gran éxito de Jimmy Dorsey fue "You Let Me Down", de 1935. Su banda estaba más orientada al jazz que la de su hermano, y se dedicó a la grabación de algunos clásicos instrumentales del swing: Dorsey Stomp, Tap Dancer's Nightmare, Parade of the Milk Bottle Caps, John Silver, y Dusk in Upper Sandusky. La formación actuó en el show radiofónico de Bing Crosby Kraft Music Hall. En esos años participó en al menos 75 programas radiofónicos (muchos con su hermano), en varios de ellos formando parte de la orquesta de Nathaniel Shilkret. A causa de una disputa musical con su hermano, Tommy formó en 1935 su propia banda trabajando para RCA Victor, por lo cual la orquesta Dorsey Brothers pasó a ser la Orquesta Jimmy Dorsey, incluyendo entre sus miembros a músicos de la talla de Bobby Byrne, Ray McKinley, y Skeets Herfurt, además de los vocalistas Bob Eberly y Kay Weber. En este período, Jimmy Dorsey permaneció con Decca Records.
En 1939 Dorsey contrató a Helen O'Connell como cantante. Ella y Eberly cantaron a dúo varios de los más grandes éxitos de la formación. Muchas de las grabaciones de Eberly-O'Connell se editaron en un inusual formato en tres secciones. Ese formato se desarrolló a instancias de un productor de grabación que quería que ambos cantantes y la banda en pleno aparecieran en una única grabación de tres minutos (78 rpm) de duración. Eberly cantaba el primer minuto, usualmente como una balada romántica, el siguiente tocaba la banda en pleno con el respaldo del saxofón de Dorsey, y el último minuto era cantado por O'Connell en un estilo más vivaz, a veces con letras en español. Casi todos los temas editados entre 1939 y 1943 fueron grandes éxitos, especialmente aquellos de sabor latino como los temas Green Eyes (Aquellos Ojos Verdes), Amapola, Tangerine, Yours (Quiéreme Mucho), y Maria Elena.
A partir de 1944, la primera esposa de Jerry Lewis, Patti Palmer, cantó con la orquesta de Dorsey, aunque permaneció en la misma menos de un año.
Jimmy Dorsey continuó liderando su propia banda hasta los primeros años cincuenta. En 1953 los hermanos Dorsey volvieron a trabajar juntos, formando la banda llamada "Tommy Dorsey and his Orch. featuring Jimmy Dorsey". El 26 de diciembre de 1953 los hermanos actuaron con su orquesta en el programa televisivo de Jackie Gleason para la CBS. El éxito de esa actuación determinó que Gleason produjera un programa semanal de variedades, Stage Show, presentado por los hermanos Dorsey en la CBS entre 1954 y 1956. Entre los invitados al show figuraba Elvis Presley, que intervino en varias ocasiones, siendo éstas sus primeras actuaciones para la televisión de alcance nacional. 
Tras fallecer Tommy, Jimmy dirigió la orquesta, aunque sobrevivió a su hermano poco tiempo, ya que falleció a causa de un cáncer en 1957, en la ciudad de Nueva York. Tenía 53 años de edad. Fue enterrado en el Cementerio Annunciation Blessed Virgin Mary Church de Shenandoah.
Poco antes de su muerte fue recompensado con un disco de oro por su tema So Rare, grabado el 11 de noviembre de 1956. Esa canción tuvo también la distinción de alcanzar el número 2 de las listas de popularidad de Billboard, siendo la que llegó a un mejor puesto de las interpretadas por una big band en la primera década de la era del rock and roll.
Gracias a esta trayectoria Jimmy Dorsey es considerado uno de los más influyentes saxofonistas de la era del Swing y de las Big Band, siendo mencionado por Charlie Parker como su artista favorito.

## Actuaciones para el cine
Jimmy Dorsey actuó en varias producciones de Hollywood, entre las cuales figuran That Girl From Paris, Shall We Dance, The Fleet's In, Lost in a Harem (con Bud Abbot y Lou Costello), I Dood It, y el biopic The Fabulous Dorseys (1947), en el cual trabajaba su hermano Tommy.
En 1938 Jimmy Dorsey y su Orquesta también actuaron en un corto en el que interpretaban muchos de sus éxitos, entre ellos It's the Dreamer in Me, I Love You in Technicolor, y Parade of the Milk Bottle Caps.

## Composiciones de Jimmy Dorsey
Jimmy Dorsey compuso Mood Hollywood, Shim Sham Shimmy, So Many Times (n.º 20 en 1939), Beebe, Oodles of Noodles, John Silver (n.º 13 en 1938), Parade of the Milk Bottle Caps, Dusk in Upper Sandusky (con Larry Clinton), Shoot the Meatballs to Me Dominick Boy (con Toots Camarata), A Man and his Drums, Mutiny in the Brass Section, Praying the Blues, Contrasts, Major and Minor Stomp, Tailspin, el clásico I'm Glad There is You (In This World of Ordinary People) , Clarinet Polka, I Love You in Technicolor, The Champ, All The Things You Ain't, JD's Boogie Woogie, Jumpin' Jehosaphat, I'll Do Anything For You, Dorsey Stomp, Grand Central Getaway (con Dizzy Gillespie), Sunset Strip (con Sonny Burke), Town Hall Tonight, Outer Drive (con Herb Ellis), It's the Dreamer in Me (grabada por Duke Ellington, Benny Goodman, Paul Whiteman, Count Basie, Bing Crosby y Harry James), y otras canciones en la época de las Big Band. 

## Éxitos n.º 1 de las listas
Jimmy Dorsey tuvo once números 1 con su orquesta en las décadas de 1930 y 1940: Is It True What They Say About Dixie?, Change Partners, The Breeze and I, Amapola, My Sister and I, Maria Elena, Green Eyes, Blue Champagne, Tangerine, Bésame mucho, y Pennies from Heaven. En 1935 consiguió otros dos numéros 1 formando parte de la Dorsey Brothers Orchestra: Lullaby of Broadway y Chasing Shadows. Su mayor éxito, Amapola, fue número 1 durante diez semanas de 1941. El 17 de agosto de 1936 Bing Crosby grabó Pennies from Heaven con la Jimmy Dorsey Orchestra, una grabación que fue número 1 durante diez semanas y batió récords de ventas en 1936. 
En 2008 se concedió a la grabación Brazil (Aquarela Do Brasil) llevada a cabo por Jimmy Dorsey & His Orchestra el Premio Grammy Hall of Fame.

## Filmografía parcial
- Tango Tangles (1914)
- Jimmy Dorsey and His Orchestra (Corto de 1938)
- The Fleet's In (1942)
- I Dood It (1943)
- Four Jills in a Jeep (1944)
- Lost in a Harem (1944)
- The Fabulous Dorseys (1947)